# 바튼 실린더
바튼 실린더는 수메르의 창조신화 중 하나로, 기원전 3천년기에 점토 원통에 적힌 비문이다. 펜실베이니아 대학교의 고고학 및 인류학 박물관에 소장중이다. 구체적으로 기원전 2400년경에 제작된 것으로 보기도 한다.

## 개요
이 원통에는 수메르의 쐐기 문자가 새겨져 있는데, 1889년 펜실베이니아 대학교가 니푸르 유적을 발굴하며 발견되었다. 이 원통의 이름은 1918년 《기타 바빌로니아 비문Miscellaneous Babylonian Inscriptions》에서 처음으로 본문의 필사와 번역을 출판한 학자 조지 바튼의 이름에서 따왔다. 펜실베이니아 대학교 고고학 인류학 박물관 소장번호 제8383호로 보관중이다. 새뮤얼 노아 크레이머는 이를 니푸르 실린더라 불렀으며, 기원전 2500년까지 거슬러 올라갈 것으로 보았다. 또한 팔켄슈타인은 1951년에 이 유물이 아카드 제국(기원전 2300년경)으로 거슬러 올라가는 우르 제3왕조 이전의 쐐기문자로 쓰여졌다고 추측한다. 얀 반 다이크는 이것이 신(新)수메르기 이전의 훨씬 오래된 이야기의 사본이라는 주장에 동의한다. 이처럼 고대 바빌로니아 시대의 기록이라는 점에는 대부분의 학자들이 동의한다.

## 내용
바튼 실린더에 대한 최신 해석은 1994년 벤트 알스터와 에이지 웨스턴홀츠가 번역하였다. 제레미 블랙은 이 작품이 "초기 왕조 서예의 아름다운 예"라고 부르며 "태곳적 우주의 사건들을 상상하게끔 한다"는 본문에 대해 논의했다. 니푸르가 천상과 지상이 갈라지는 창조사건 이전에 이미 존재했다는 기록에 주목한다. 니푸르는 이 기록 안에서 벌어지는 신화적 사건들 속에 함께 언급되는데, 이것이 장소를 비유로 사용한 것이라고 보기도 한다.

블랙은 신화의 서두를 다음과 같이 번역했다.
그 시절은 정말 먼 옛 날들이었다. 그 밤들은 정말 먼 옛 밤들이었다. 그 연간은 참으로 먼 옛 연간이었다. 폭풍이 굉음을 내며 불이 번쩍였다. 신성한 지역인 니브루(니푸르)에서는 폭풍이 굉음을 내며 불빛이 번쩍였다. 하늘은 땅과 이야기했고, 땅은 하늘과 이야기했다.
본문은 벤트와 베스텐홀츠가 "엔릴의 큰누이"라고 묘사한 닌후르사그를 다루고 있다. 신화의 첫 번째 부분은 니푸르의 성소에 대해 묘사하며, 아누와 닌후르사그 사이의 신성한 결혼을 자세히 묘사한다. 피오트르 미할로프스키는 본문의 두 번째 부분에서 "우리는 엔키라는 누군가가 엔릴의 자매인 어머니 여신 닌후르사그와 사랑을 나누고 그녀의 가운데에 일곱 신들의 씨앗을 심었다는 것을 알게 된다"고 적는다. 알스터와 베스텐홀츠는 이를 "/엔릴의 누이/닌후르사그와 성관계를 가졌고/그는 그녀에게 입을 맞추었다/일곱 쌍둥이의 정액이/그녀의 자궁에 뿌리내렸다/"고 옮겼다.
피터 에스팍은 이 글에서 엔키가 명시되지는 않지만, 여기에 묘사된 일이 수메르 신화에서 엔키와 니후르사그가 관계를 가지는 장면과 같은 것이라고 볼 수 있다고 주장했다.

## 같이 보기
- 양과 곡물 사이의 논쟁
- 수메르 창조신화
- 수메르 종교